# Pinus eremitana
Pinus eremitana là một loài thực vật hạt trần trong họ Thông. Loài này được Businský mô tả khoa học đầu tiên năm 2004.